# Корочкин, Владимир Фёдорович
Владимир Фёдорович Корочкин (12.07.1927 — 14.03.2003) — советский военачальник, «Заслуженный военный лётчик СССР», генерал-полковник авиации (1979). В числе первых лётчиков в стране освоил реактивный истребитель МиГ-15.

## Биография
Родился 12 июля 1927 года в селе Озерецкое Дмитровского района Московской области. В 1944 году окончил Фрунзенское училище летчиков.
В послевоенные годы в числе первых лётчиков в стране освоил реактивный истребитель МиГ-15. В период с декабря 1951 года по август 1952 года в составе 148-го гвардейского истребительного авиационного полка участвовал в боевых действиях в Корее. Выполнил 160 боевых вылетов, провёл 60 воздушных боёв, сбил 8 самолётов противника. В 1958 году окончил Военно-воздушную академию. Командир авиаполка, авиадивизии. Проходил службу на командных лётных должностях в Белорусском и Забайкальском военных округах. В 1971 году окончил Военную академию Генштаба. В 1971—1973 гг. — заместитель командующего 23-й воздушной армией по боевой подготовке. В 1973—1974 гг. — 1-й заместитель командующего 23-й воздушной армии. С 1974 по 1978 г. командующий 23-й воздушной армией. С 1978 по 1980 г. командующий 16-й воздушной армией. В 1980—1983 гг. — командующий ВВС Группы советских войск в Германии. В 1983—1989 гг. — заместитель начальника высших учебных заведений ВВС страны.
Военный лётчик 1-го класса. Заслуженный военный лётчик СССР.
Умер 14 марта 2003 года в Москве. Похоронен на Троекуровском кладбище.

## Награды
Награждён орденом Ленина, тремя орденами Красного Знамени, орденом «За службу Родине в Вооружённых Силах СССР» 3 степени, медалями.